# Helena Leander
Helena Lovisa Elisabeth Leander, född 4 januari 1982 i Sankt Görans församling i Stockholm, är en svensk politiker (miljöpartist). Hon var ordinarie riksdagsledamot 2006–2014, invald för Uppsala läns valkrets. Hon har varit miljöpolitisk talesperson för Miljöpartiet.
Leander var förbundsstyrelseledamot i Grön Ungdom 2002–2004. Hon var även kommunfullmäktigeledamot i Uppsala kommun 2002–2006.
När Leander valdes in i riksdagen 2006 var hon då riksdagens näst yngsta ledamot, och hon fick göra ett uppehåll i sina studier i nationalekonomi på Uppsala universitet.[källa behövs] Hon var riksdagsledamot 2006–2014. I riksdagen var hon ledamot i skatteutskottet 2006–2011 och miljö- och jordbruksutskottet 2011–2014. Hon var även suppleant i civilutskottet, EU-nämnden, finansutskottet, justitieutskottet, miljö- och jordbruksutskottet och skatteutskottet. Dessutom var hon suppleant i riksbanksfullmäktige 2010–2011.
Leanders profilfrågor är djurrätt, migrationspolitik och grön skatteväxling. Hon var också Miljöpartiets talesperson för djurskyddsfrågor och för HBT-frågor.